# Broussin
Pour les articles homonymes, voir Loupe (homonymie) et Brogne.

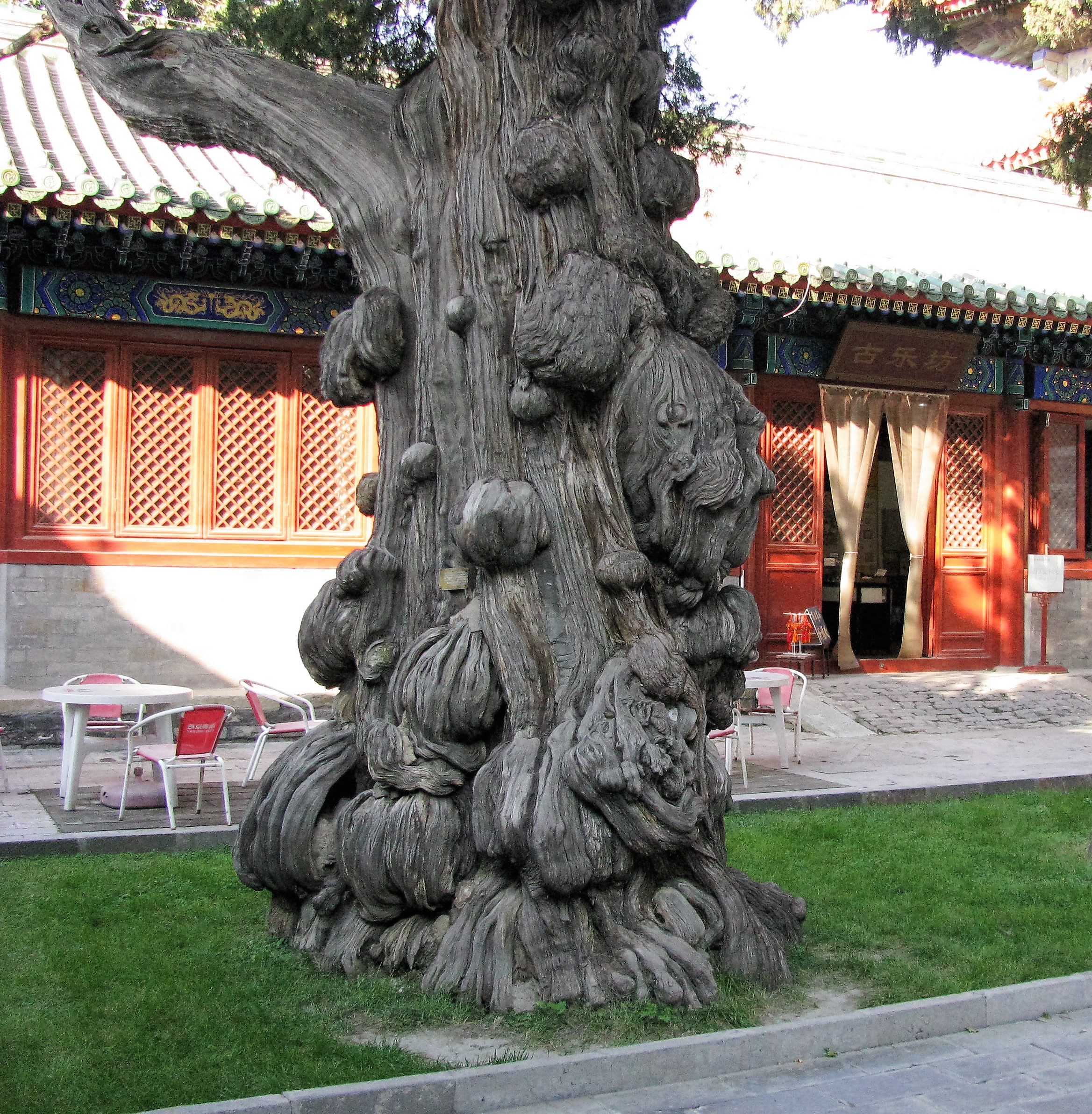
Multiples broussins sur un cyprès plusieurs fois centenaire au Temple de Confucius de Pékin, Chine.

Un broussin (dérivé du latin bruscum, provenant de la racine bhrus « se gonfler ») ou brogne ou loupe est une excroissance du bois épicormique. Dans son sens restreint, il est constitué d'un amas de bourgeons, de poils, de picots et de gourmands juxtaposés, pouvant former une plus ou moins grosse protubérance sur l'écorce. Il est formé à la suite d'un stress biotique ou abiotique (abroutissements répétés, émondages…). Dans un sens plus large, il désigne des excroissances du tronc ou des branches constituées de matière ligneuse, généralement de forme globuleuse. 
Un arbre couvert de broussins, ou arbre brogneux, est normalement déclassé en bois de charpente, sauf quand, de grande taille, les anomalies qu'il présente permettent de l'employer en ébénisterie.
Cette excroissance ligneuse tumorale de forme irrégulière mais souvent en forme de bosse, à surface hérissée d'aspérités, est une masse de bois dans laquelle il y a autant de nœuds que de bourgeons primitifs. Elle apparait sur le tronc ou sur les branches de certains arbres : broussin d'érable, d'orme, de buis, loupe d'amboyne, etc. 
Les broussins situés près du sol peuvent se transformer en racines mais ce sont aussi souvent des points d’entrée pour les insectes foreurs et autres parasites. Généralement provoqués par un obstacle à la circulation de la sève (ordinairement la gelée), ils constituent une zone de réserve de sucres destinée à alimenter les réitérats. 

## Légende
Comme les balais de sorcière, les broussins sont associés à la légende des sorcières utilisant comme monture des manches à balais à leur retour du sabbat (assemblée se déroulant dans un endroit retiré et sombre, souvent dans les bois appréciés pour leurs grands arbres protecteurs). Surprises par le jour au cours de leur chevauchée céleste ou fatiguées, elle se seraient reposées sur les arbres porteurs de broussins qui leur auraient servi de siège.

## Confusions ou synonymies?
Les usages concernant les appellations de broussin et loupe ne sont pas fixés. Cette excroissance irrégulière anormale, qualifiée abusivement de « cancer végétal », est parfois confondue avec la « loupe », ou quelquefois avec  le « chancre », surtout dans le langage courant, aussi bien France, qu'au Canada et en Belgique où loupe et broussin sont souvent considérés comme des synonymes. Le Grand dictionnaire terminologique précise « Bien que de nombreux auteurs considèrent que loupe, broussin et brogne sont synonymes, certains attribuent aux termes broussin et brogne le sens plus particulier d'« excroissance dont la surface est irrégulière et hérissée d'aspérités, et qui est constituée d'un amas de rameaux ou de bourgeons ».
Dans ce sens, le broussin est donc une protubérance formant des aspérités, et dont la soudure des éléments épicormiques entraîne la formation d'un bois à fibres enchevêtrées. Le terme peut selon les locuteurs englober aussi d'autres sortes d'anomalies végétales, telle que l'excroissance apparaissant sur les souches de bruyère arborescente,. Le chancre est une maladie causée par une bactérie ou un champignon qui provoque des boursouflures, des craquelures et des décollements de l’écorce. 
La loupe est une excroissance plus régulière du tronc qui possède une écorce rugueuse plus lisse et une structure veinée riche en coloris. La loupe est un tissu tumoral issu de la prolifération locale des cellules de cambium chargées de la fabrication du bois sous l’influence d'un stress (blessures, piqûres d'insectes, attaques de bactéries ou de champignons parasites). Loupes et broussins mettent rarement la vie de l’arbre en danger, contrairement au chancre.
Plus rarement, la ronce de bois peut être confondue avec la loupe car toutes deux sont utilisées en placage, mais les motifs sont différents, la ronce n'étant pas une excroissance, mais un enchevêtrement des fibres de bois, rencontrée généralement dans la partie basse de bois noueux.

## Galerie

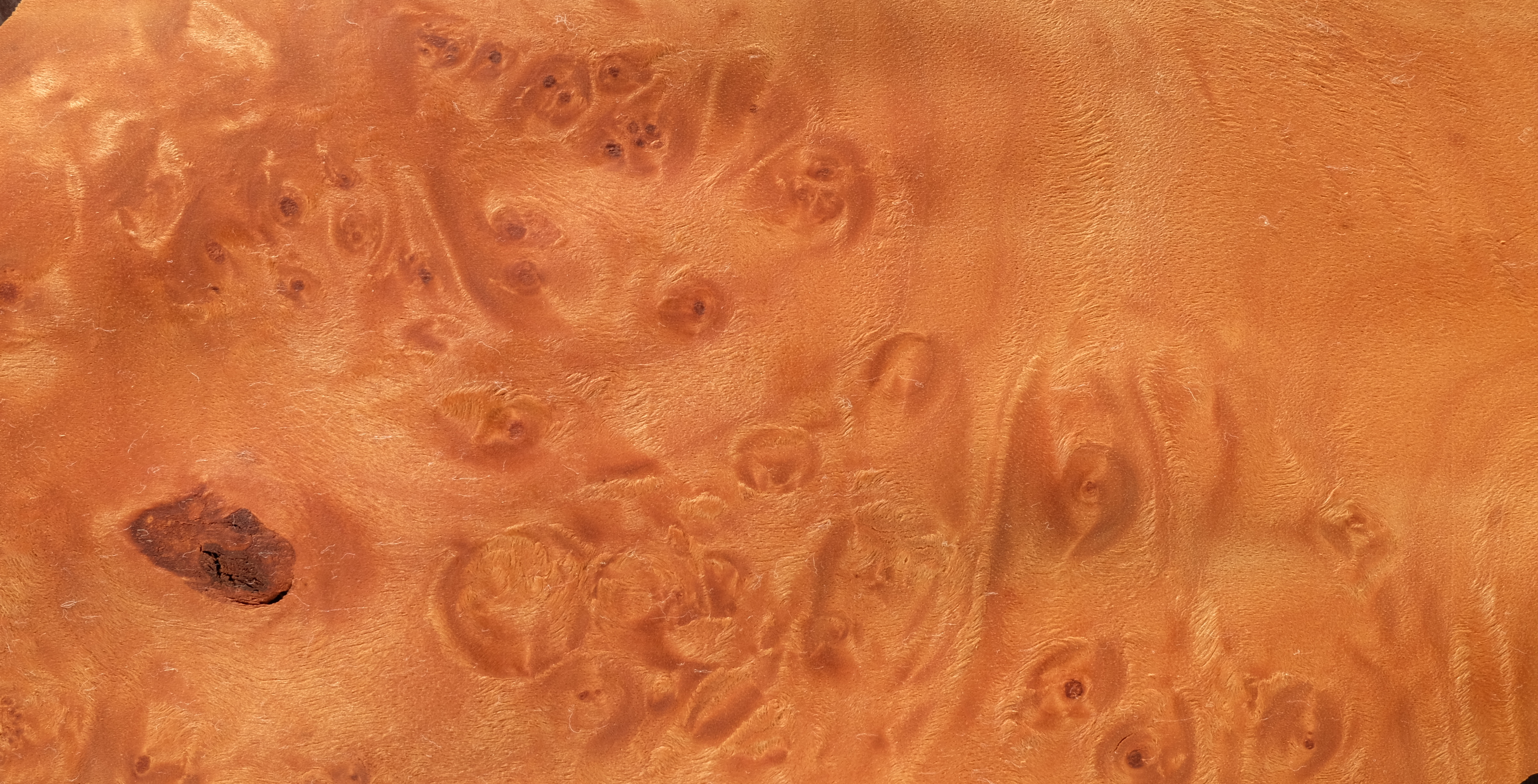
Loupe d'érable, à ne pas confondre avec de l'érable moucheté.
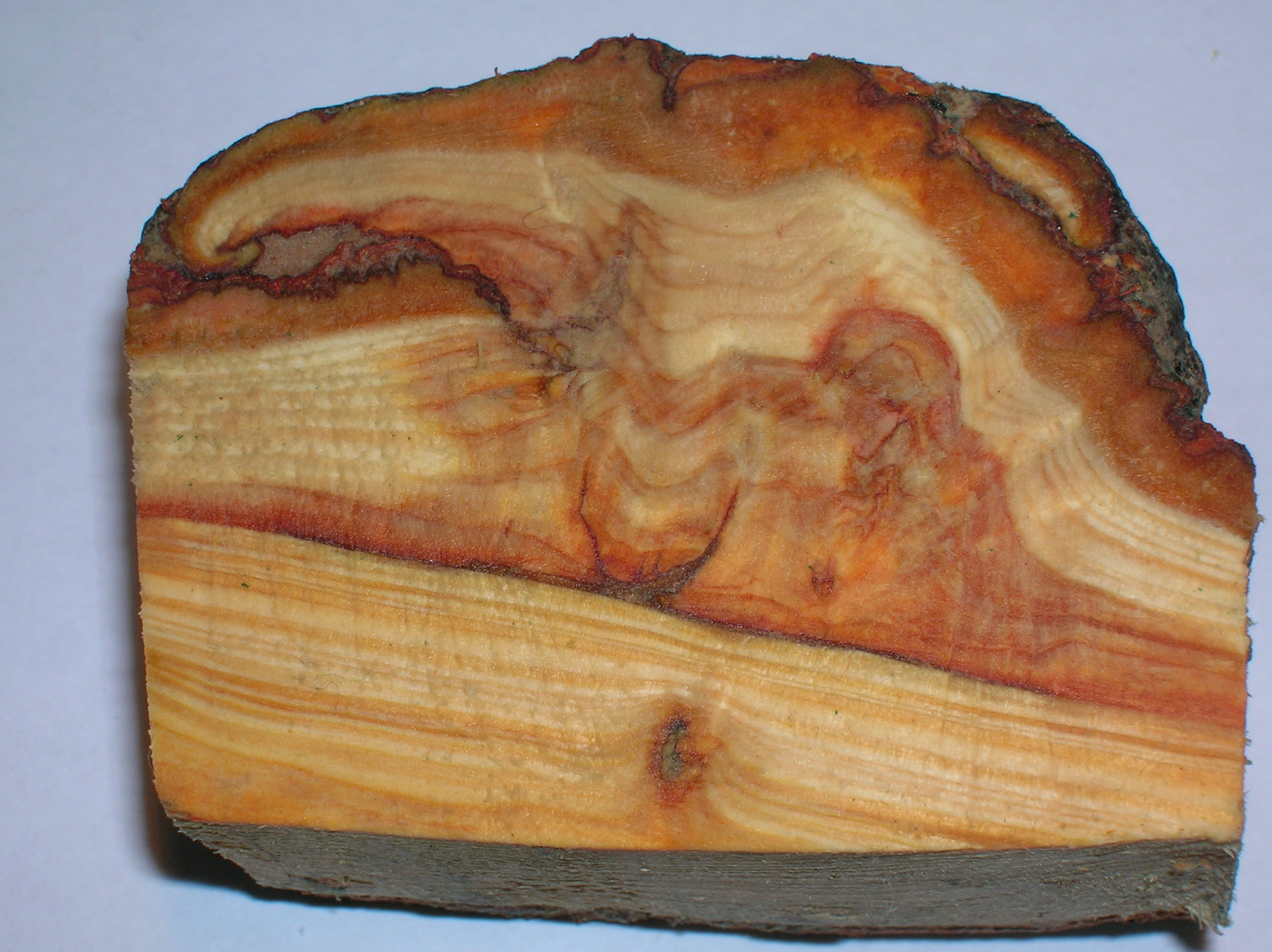
Section longitudinale d'un broussin de mélèze, Ayrshire, Écosse.
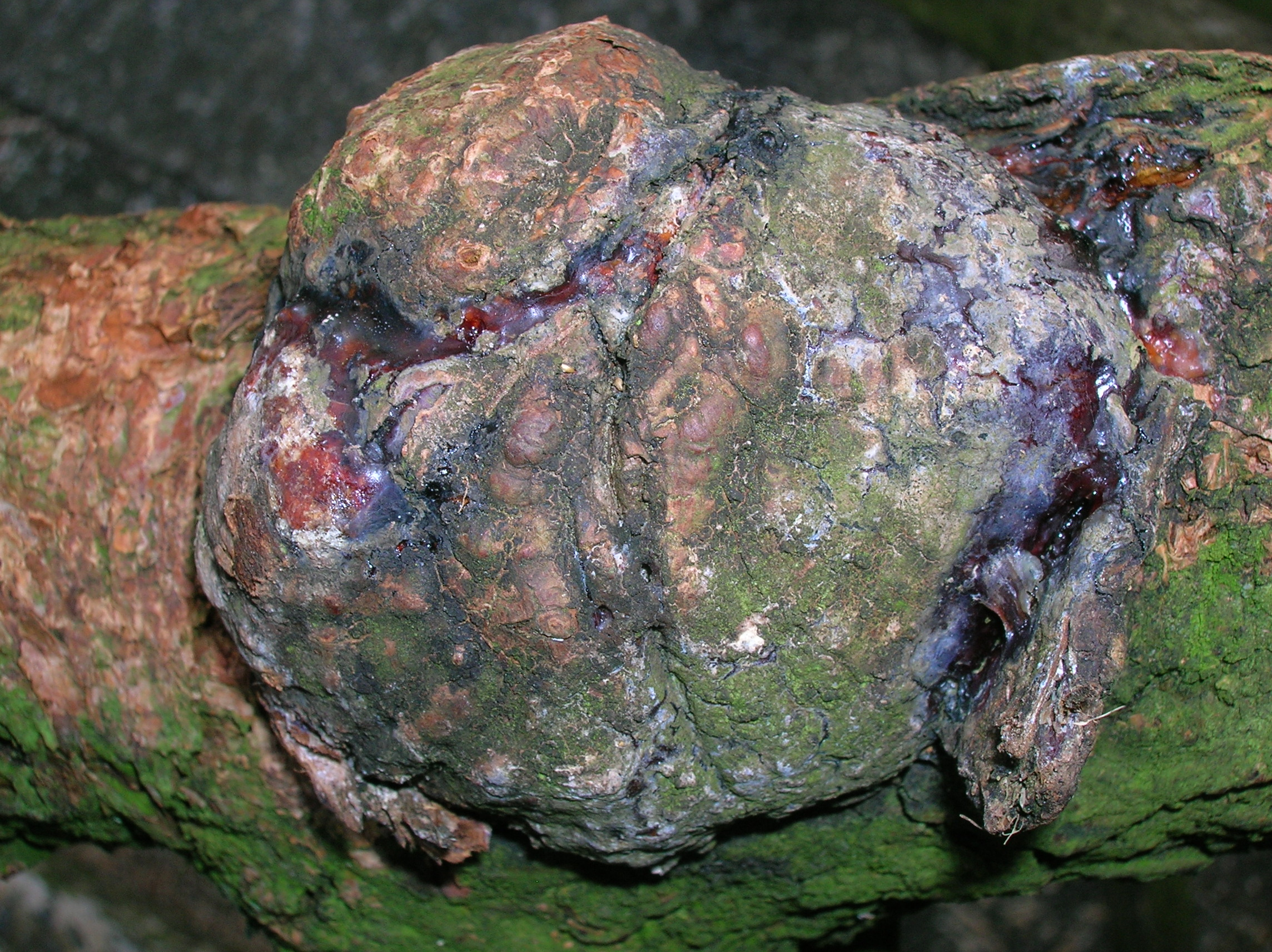
Un broussin sur un mélèze (Larix decidua), Ayrshire, Écosse.
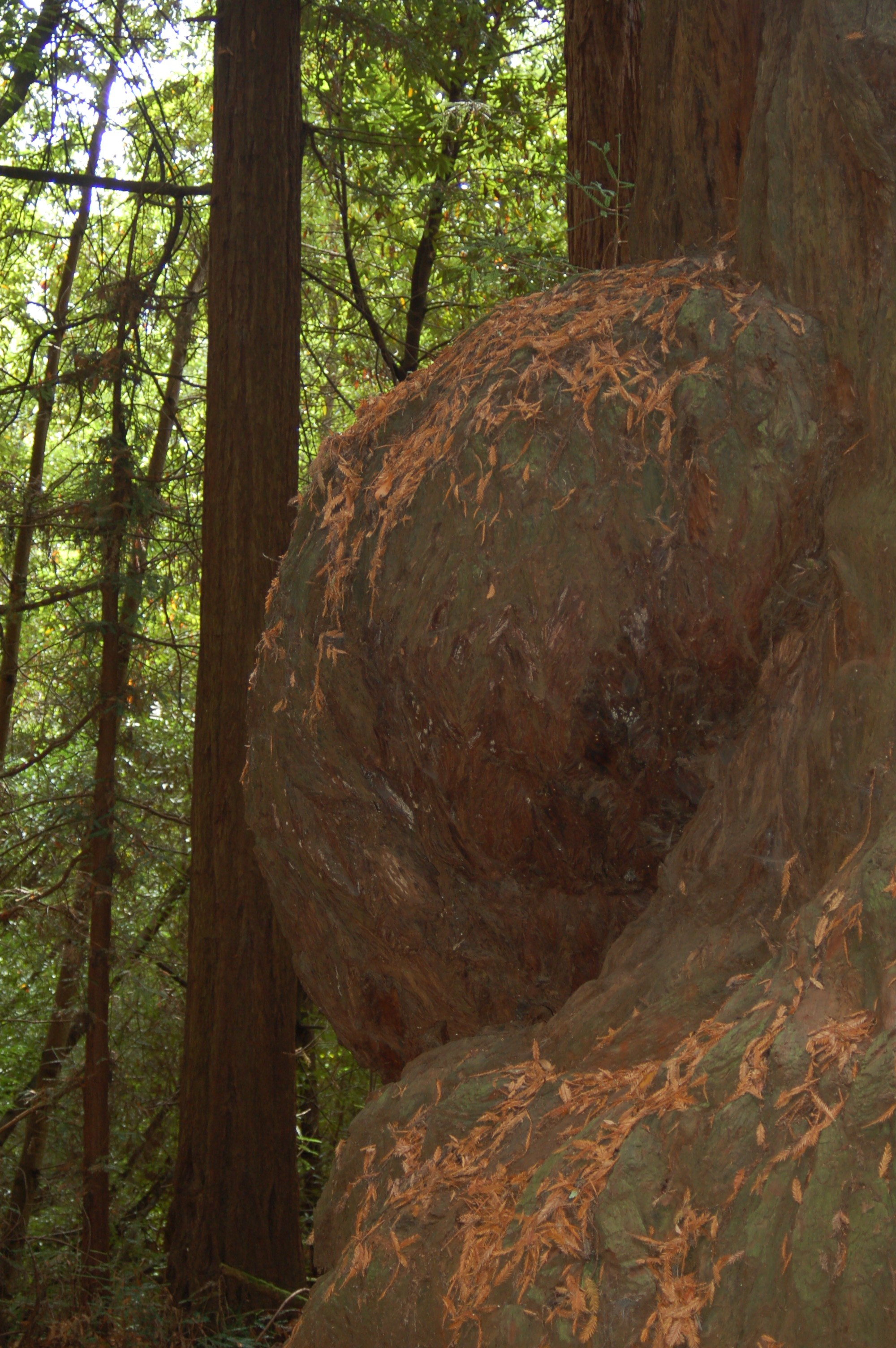
Un broussin de la taille d'un réfrigérateur[Lequel ?] sur le tronc d'un Séquoia à feuilles d'if
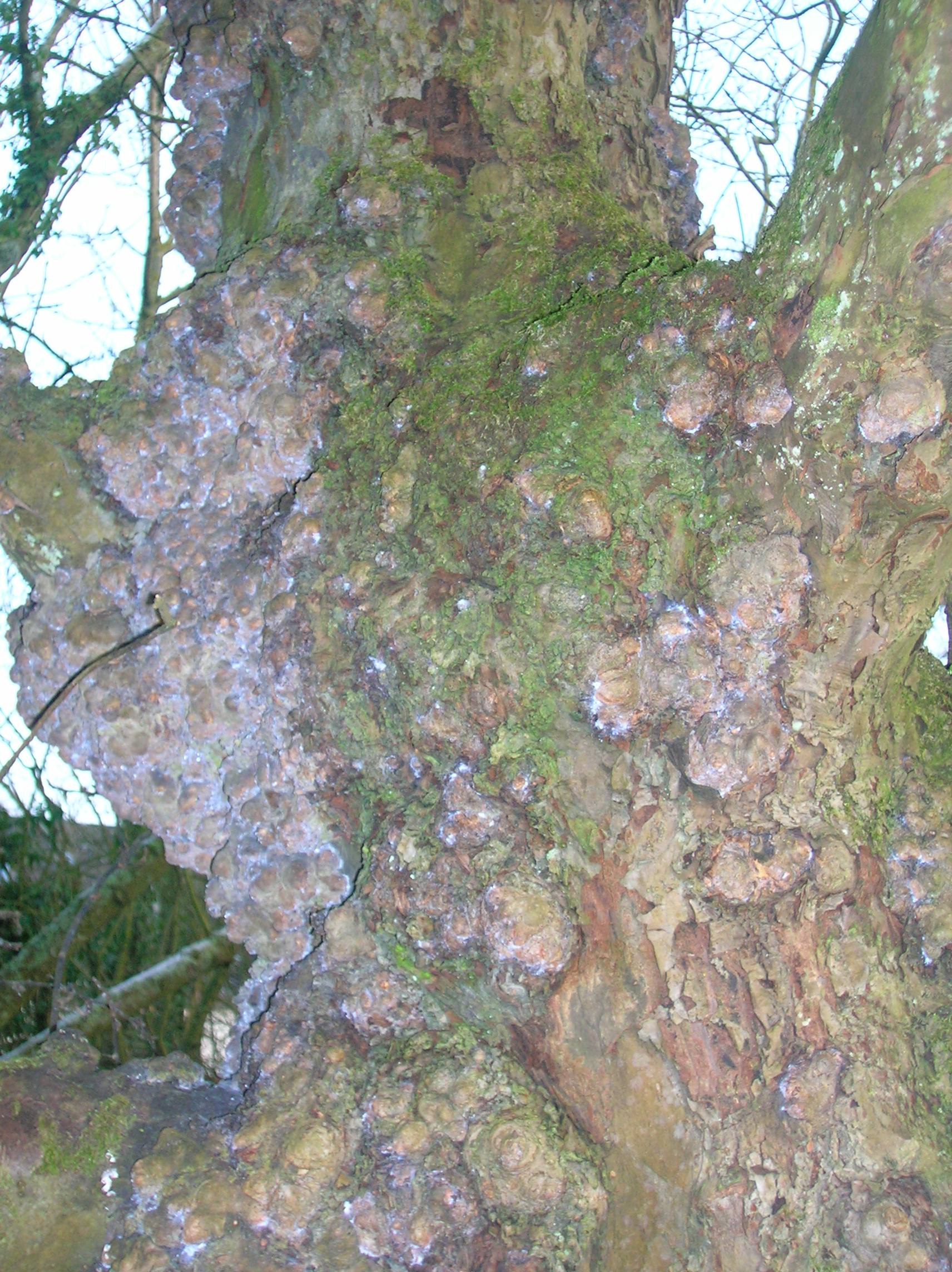
Broussins sur l'écorce d'un vieux pommier.
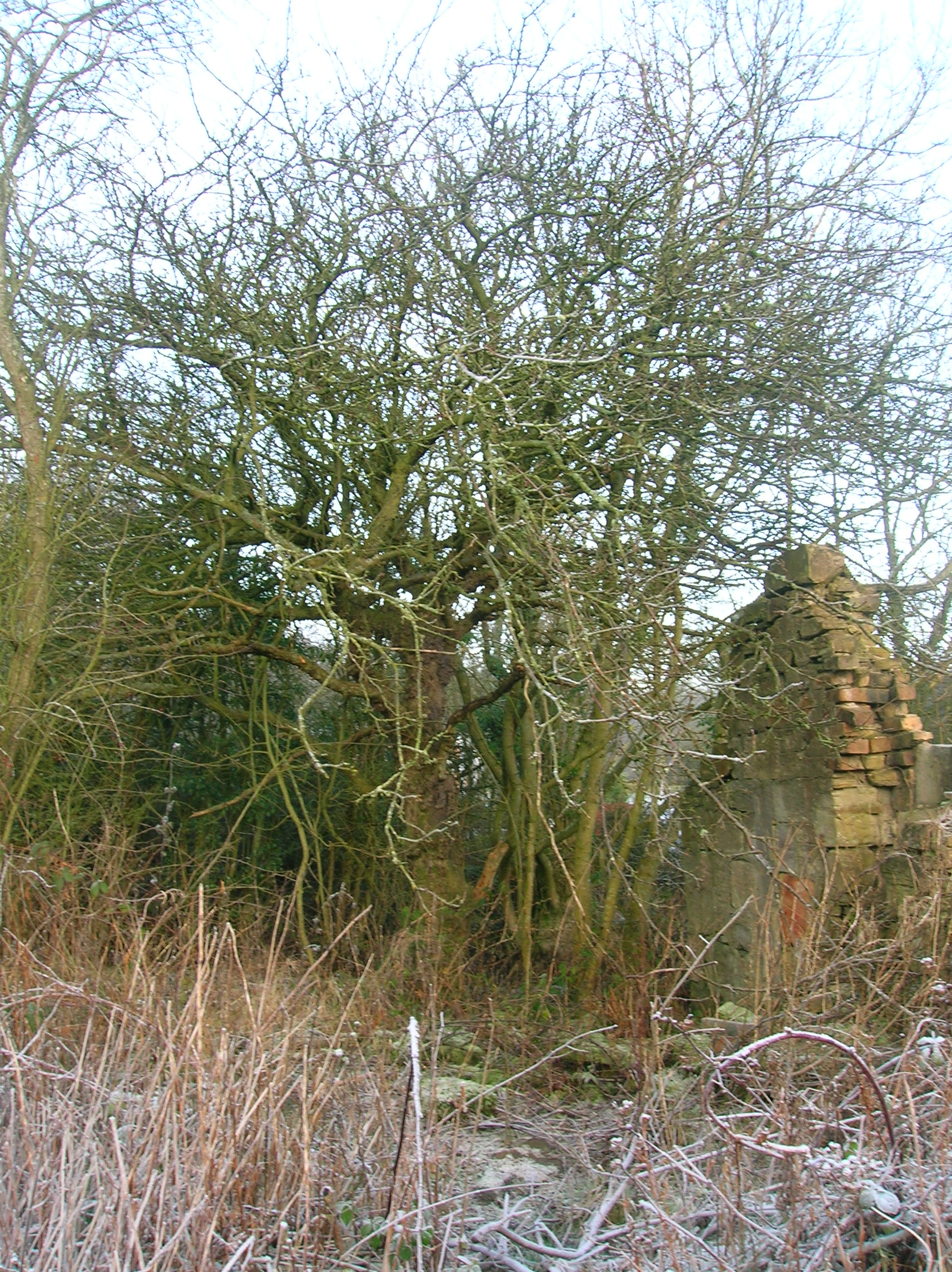
Le vieux pommier dont l'écorce est couverte de broussins.
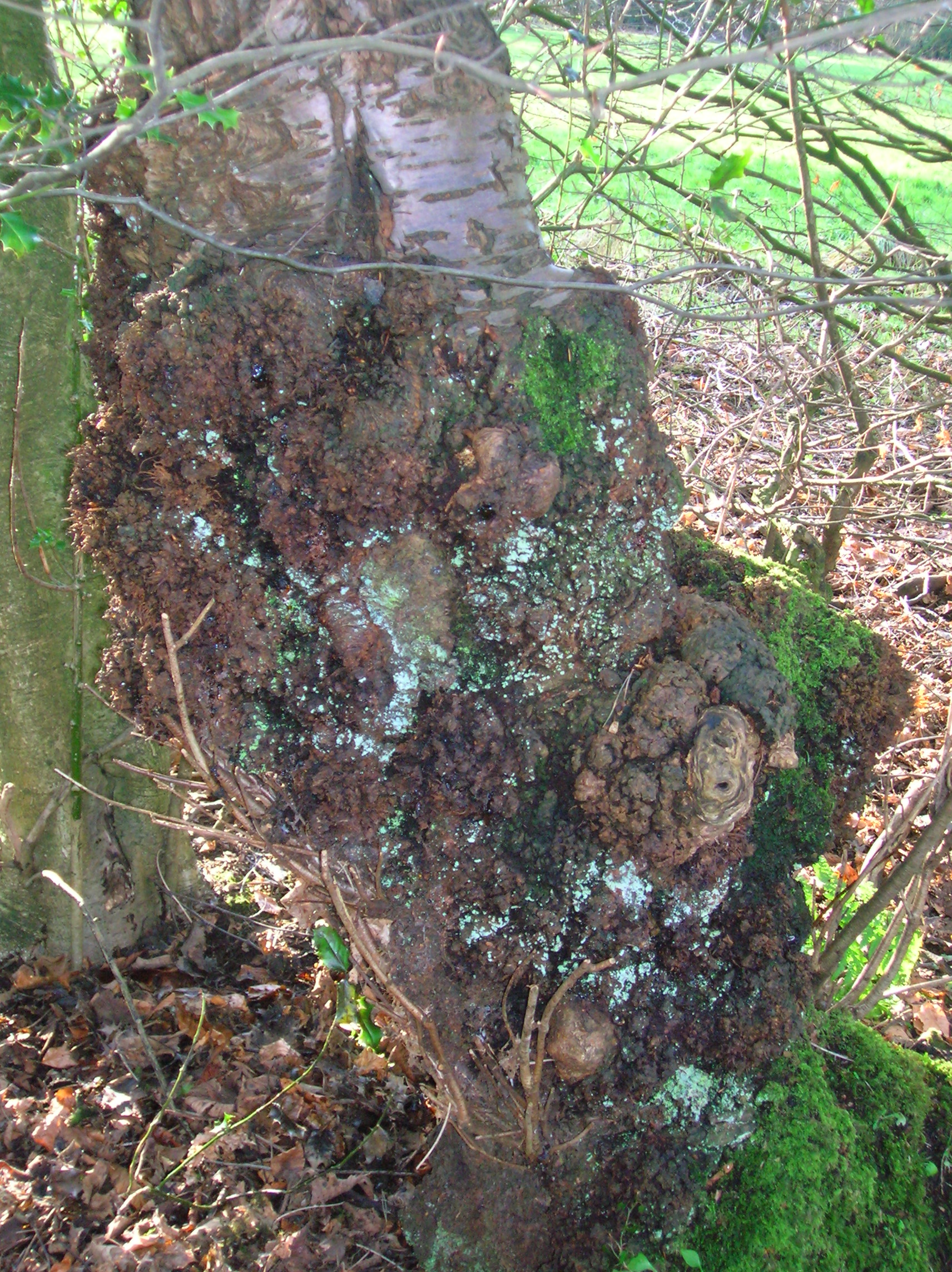
Un broussin sur un vieux cerisier sauvage, Ayrshire, Écosse.
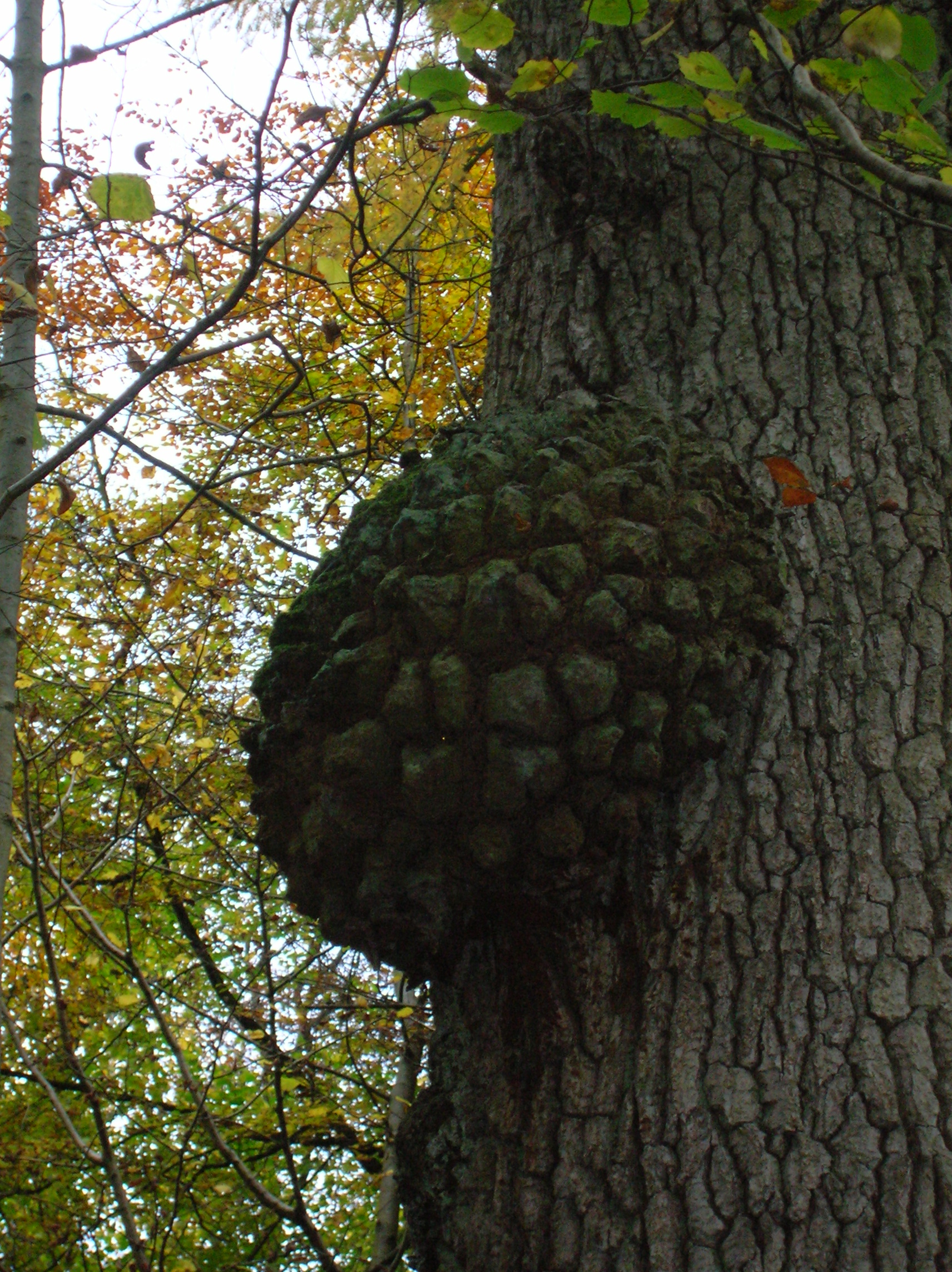
Un broussin sur un chêne, New Lanark, Écosse.
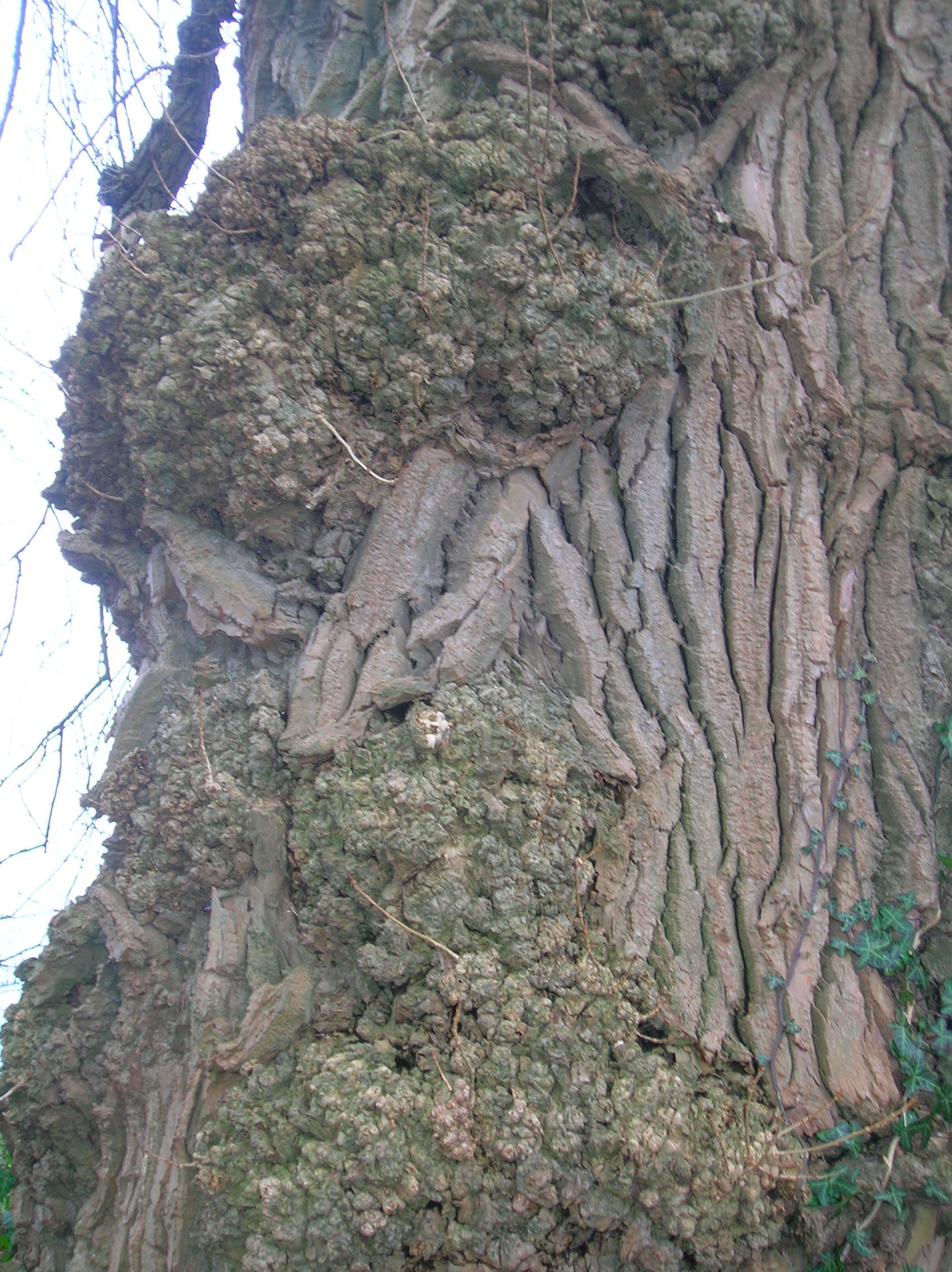
Broussin et écorce normale sur un vieux peuplier noir, Ayrshire, Écosse.
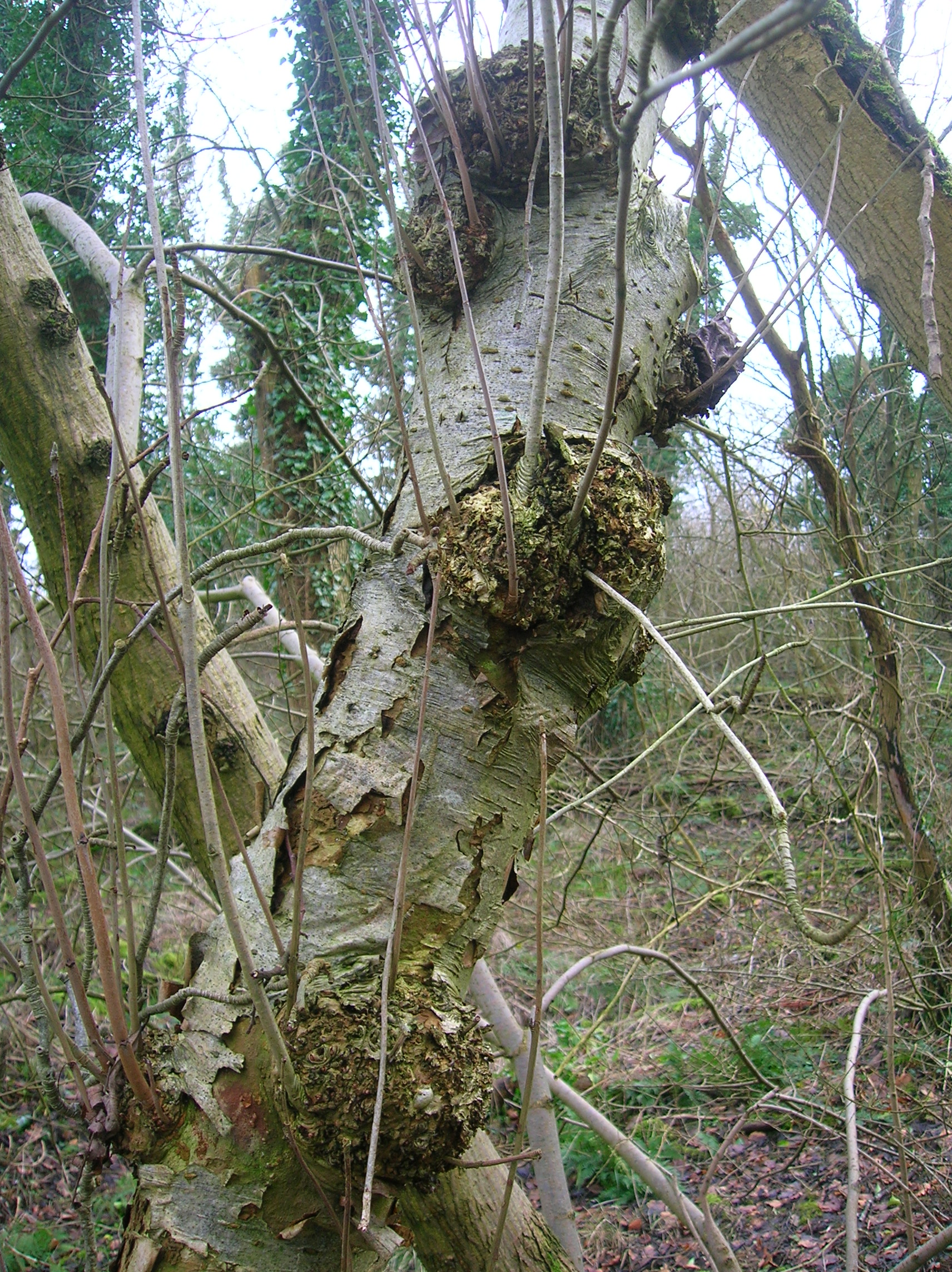
Broussin sur un sorbier, Ayrshire, Écosse.
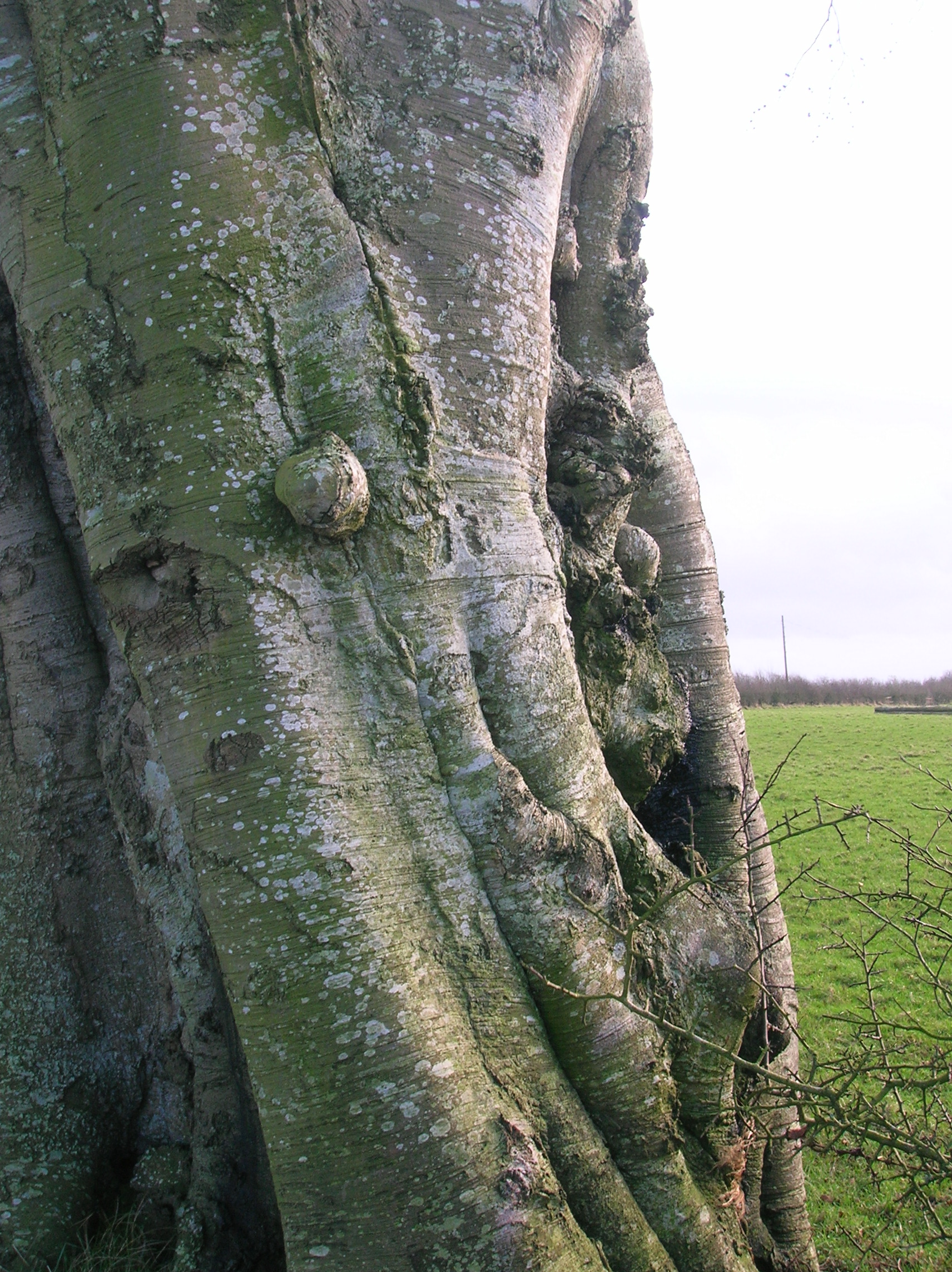
Broussin (4) et chancre (5) sur un vieil hêtre.
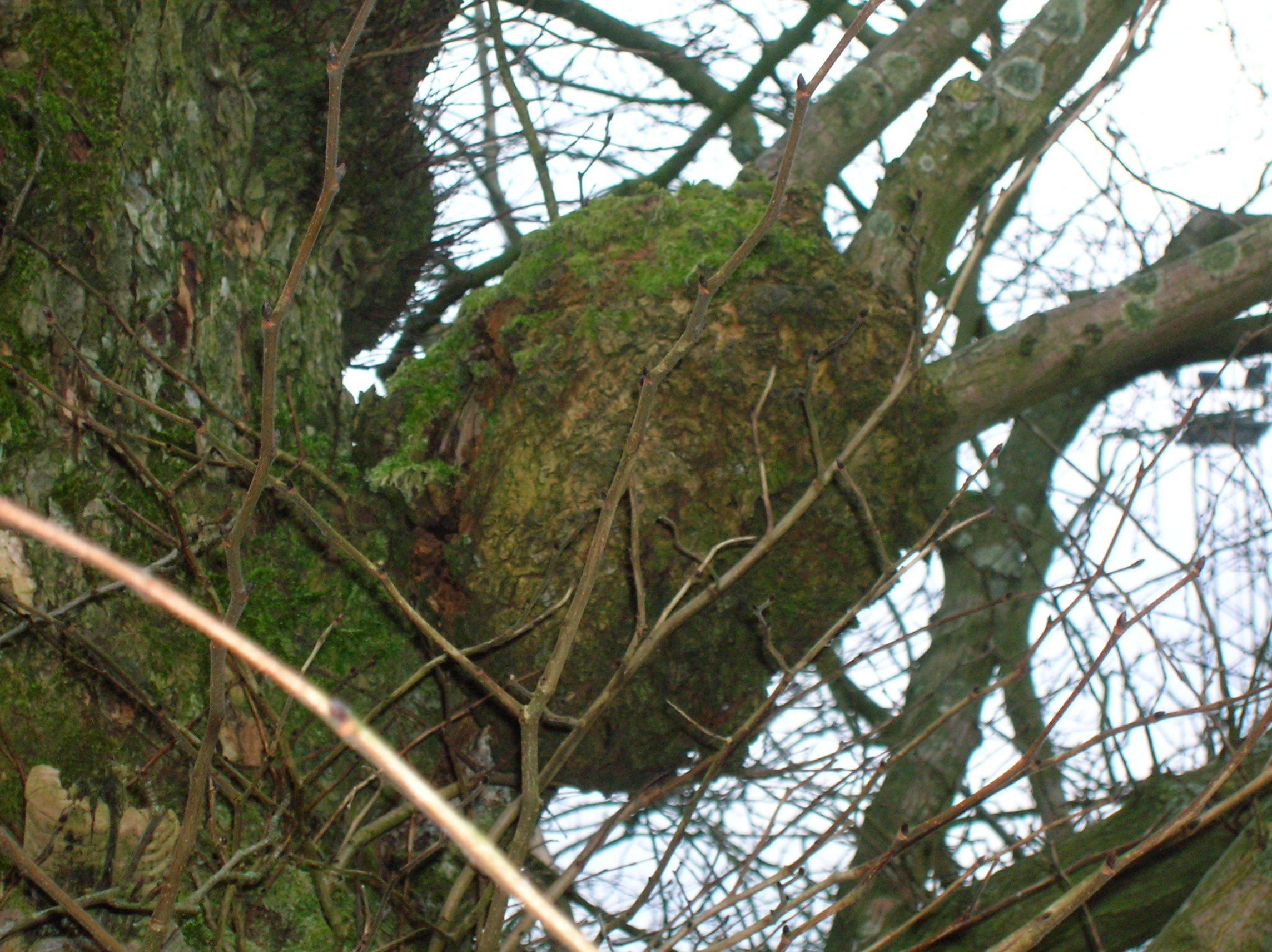
Un broussin sur un orme. Dalry, Ayrshire, Écosse.
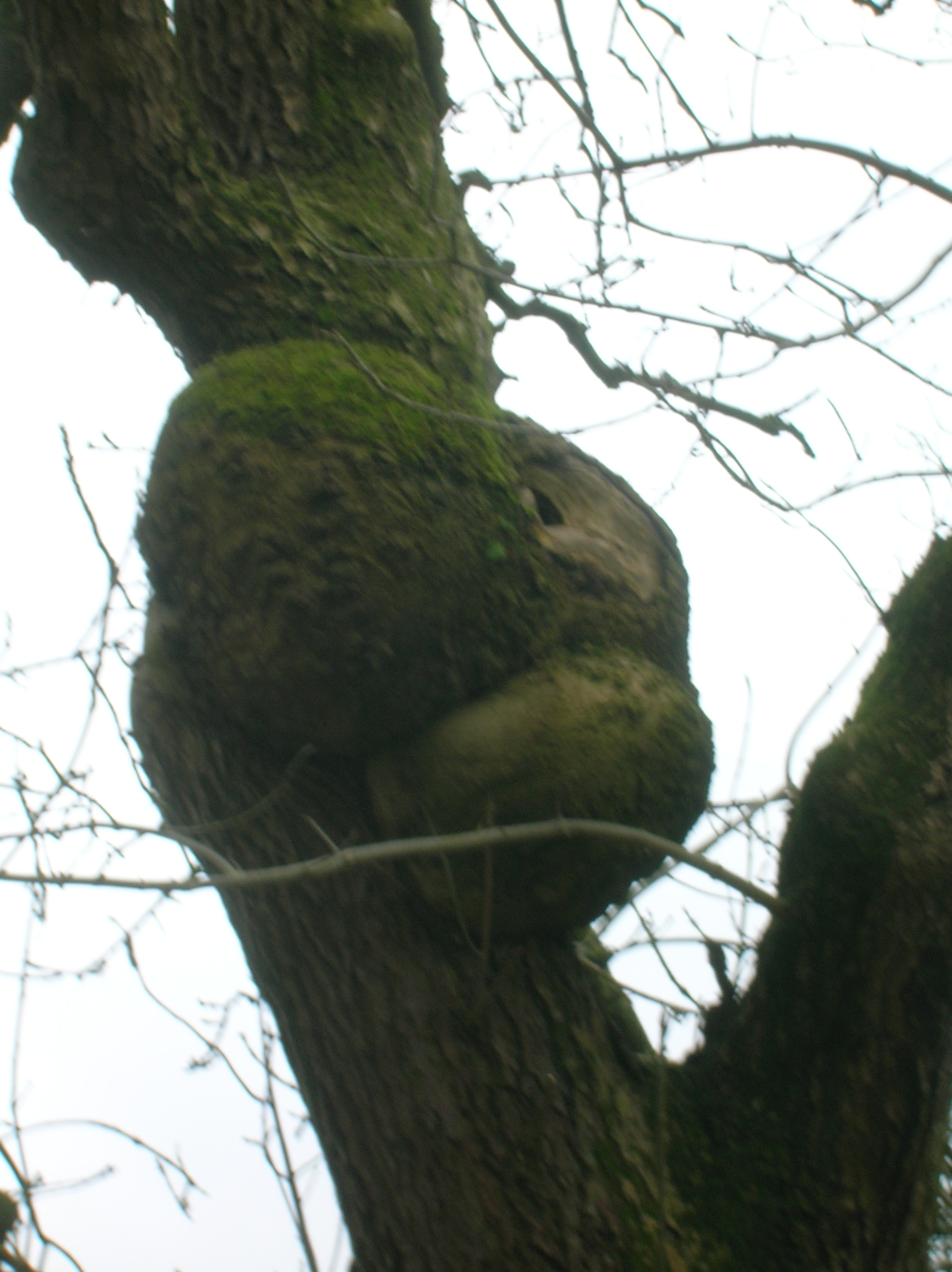
Un broussin sur un frêne, Stewarton, Ayrshire, Écosse.
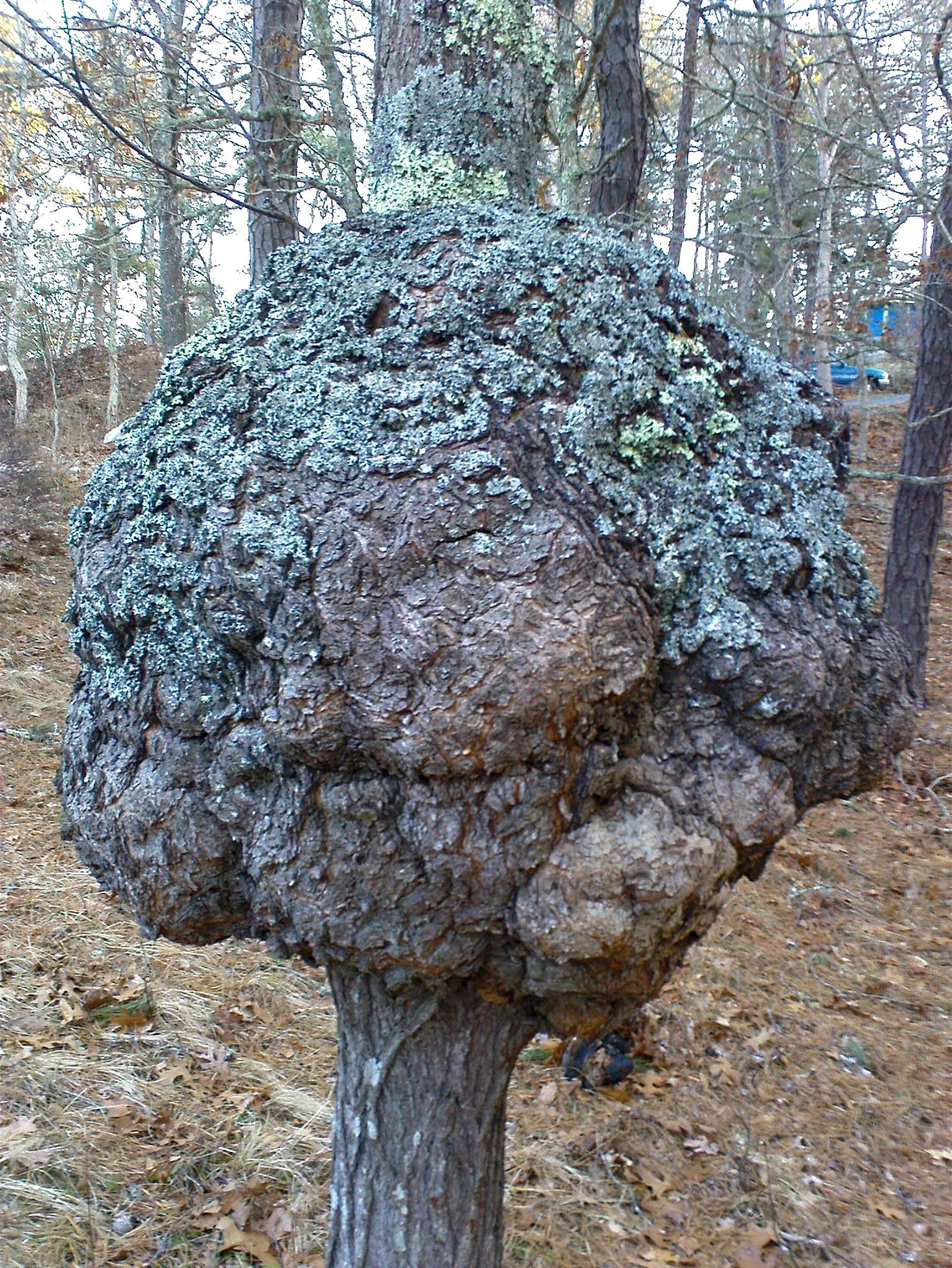
Un broussin sur un chêne. Wellfleet, Massachusetts, États-Unis.
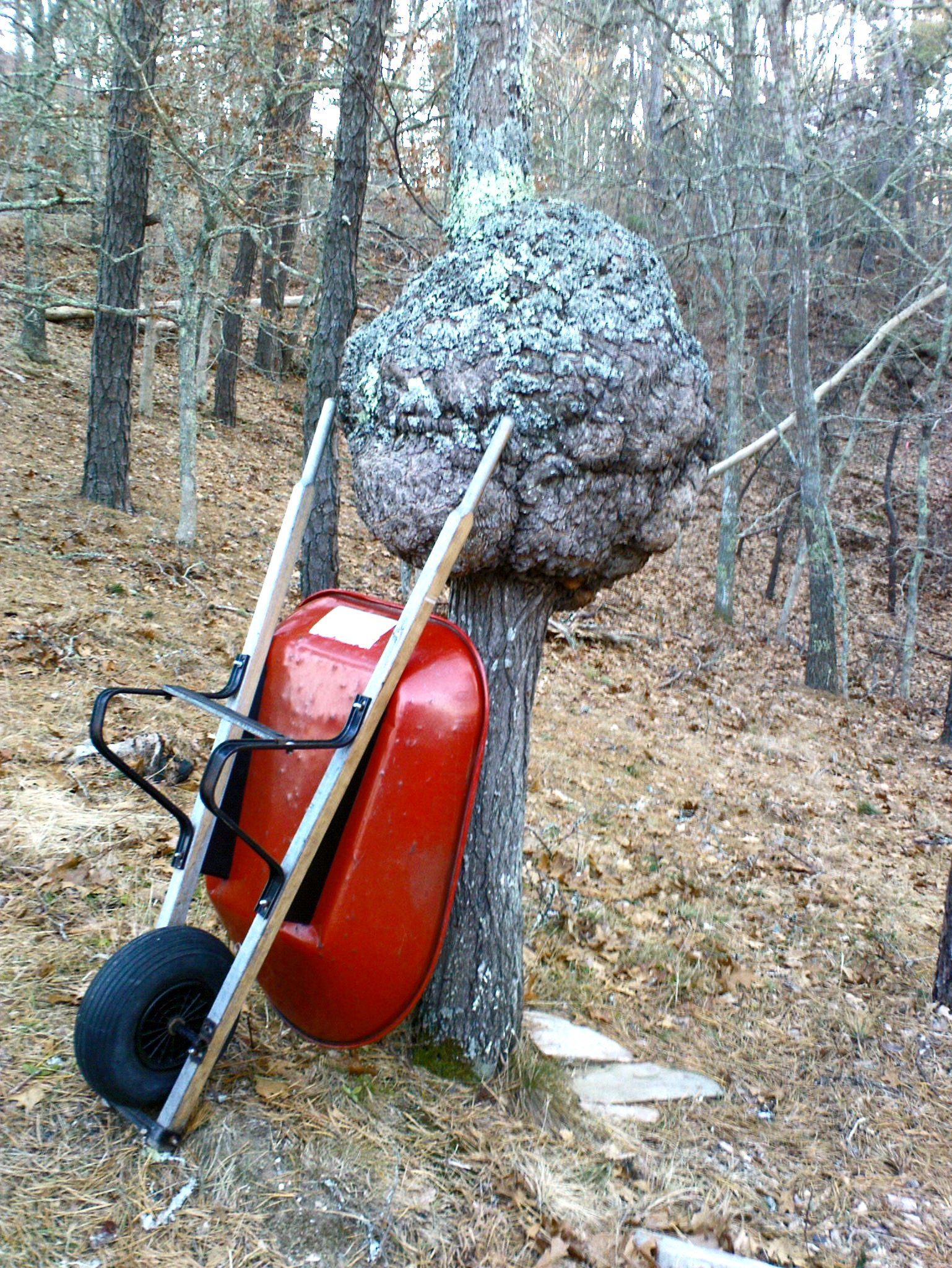
Le broussin par rapport à une brouette. Wellfleet, Massachusetts, États-Unis.
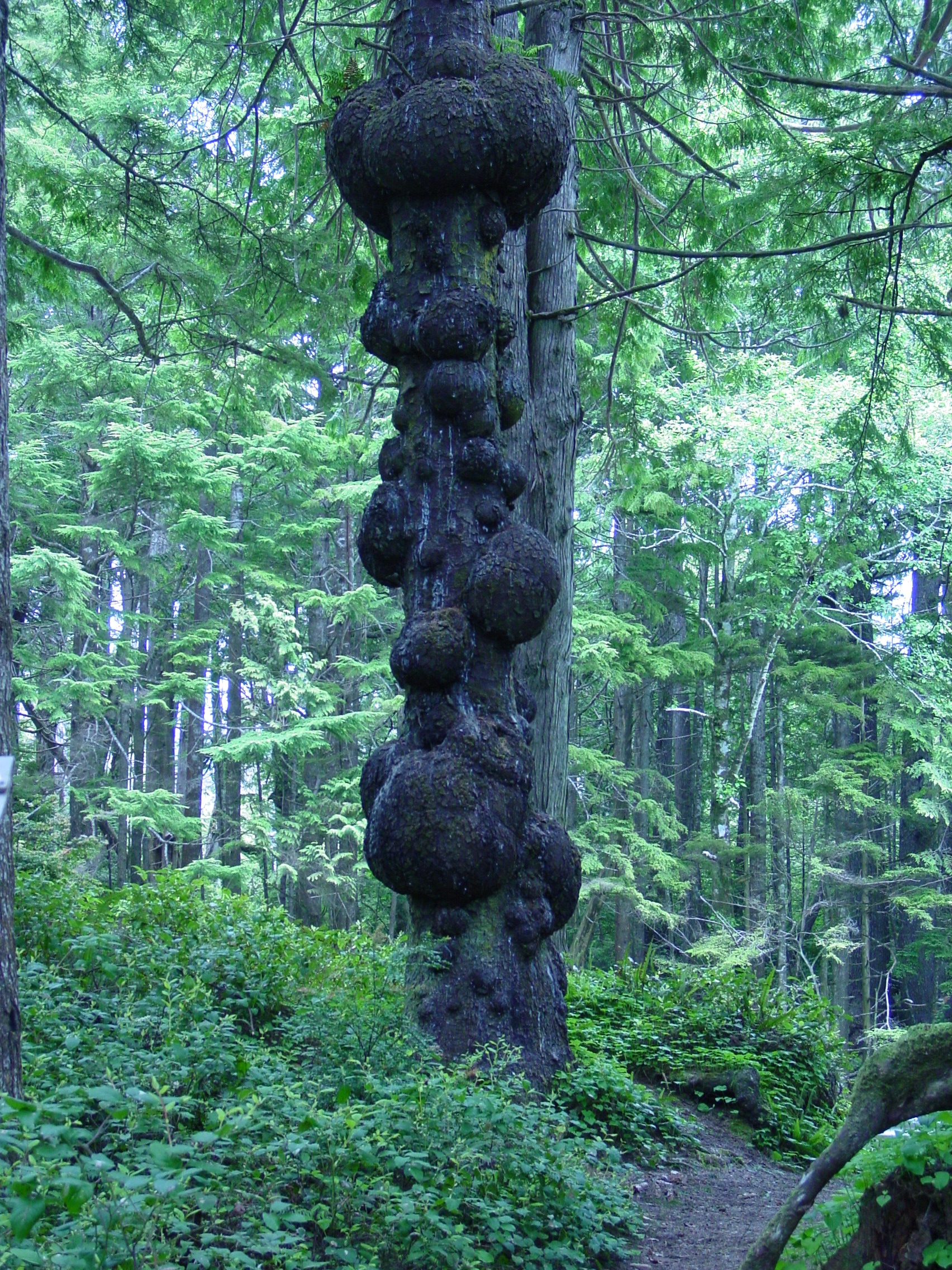
Un arbre avec de multiples broussins. Parc national Olympique, Massachusetts, États-Unis.
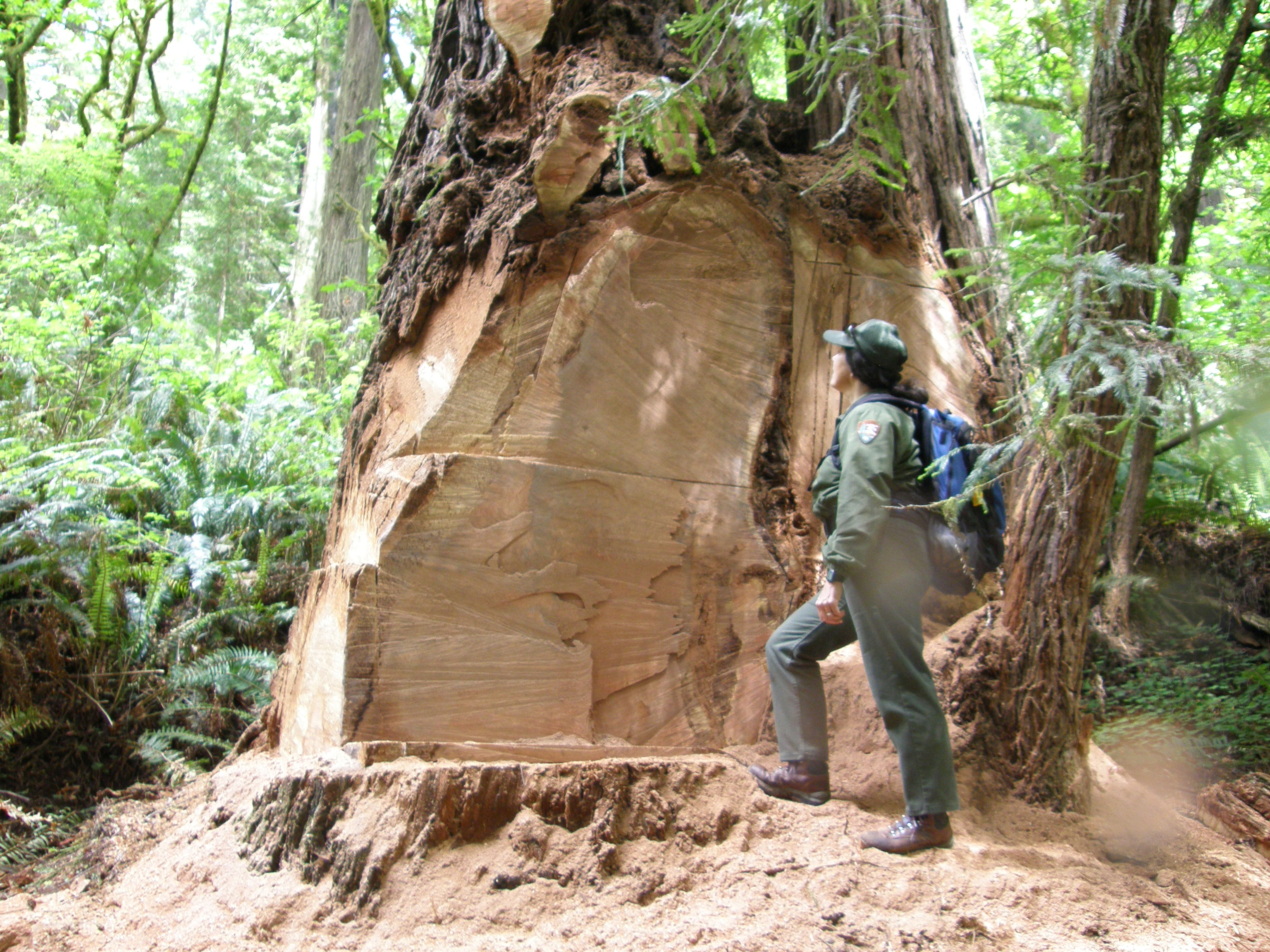
Vandalisme d'un séquoia pour vol d'un broussin, au Redwood National Park, Californie, États-Unis.
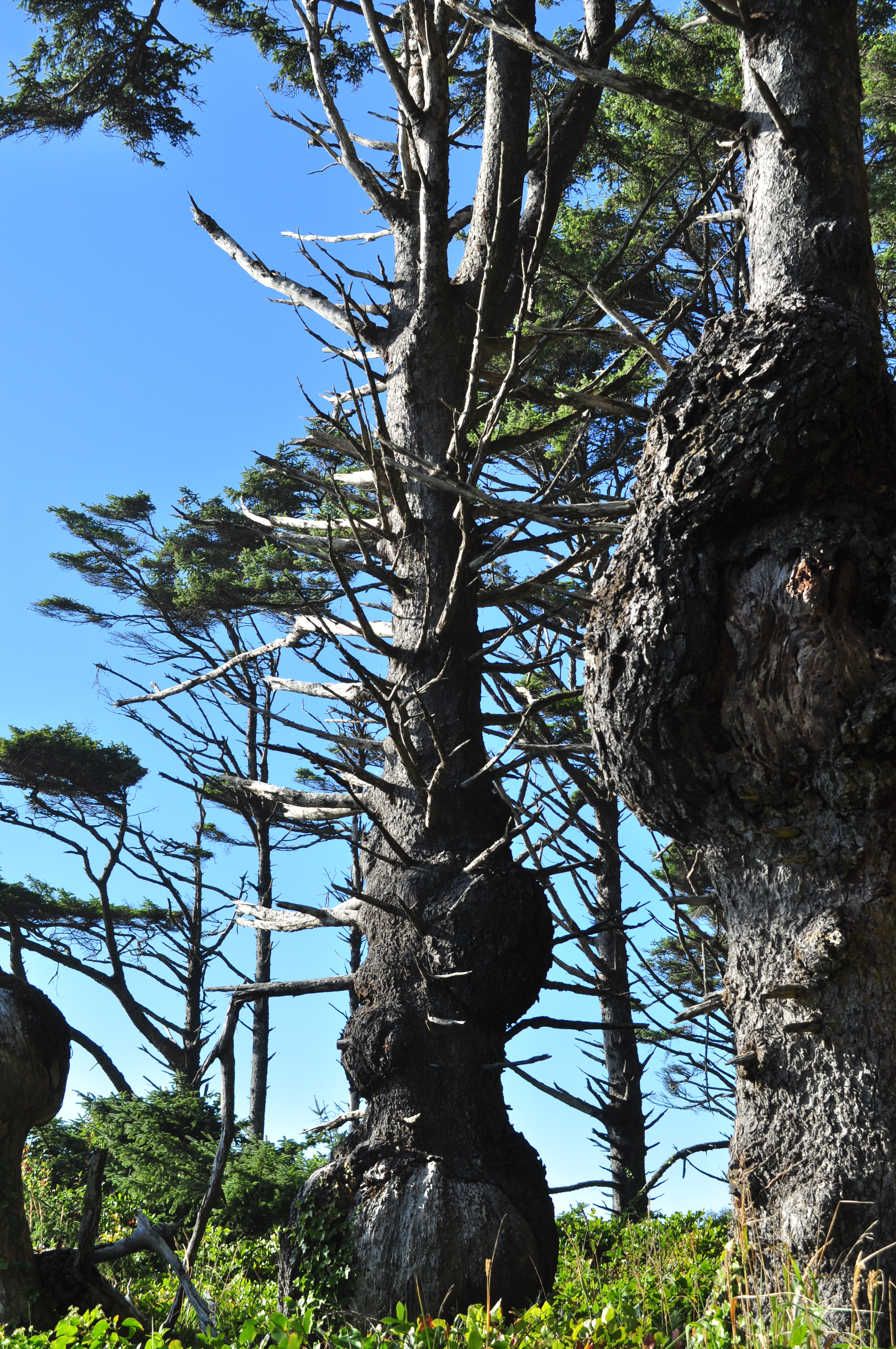
Broussins le long du Spruce Burl Trail, dans l'État de Washington, aux États-Unis.

## Troncs en hélice

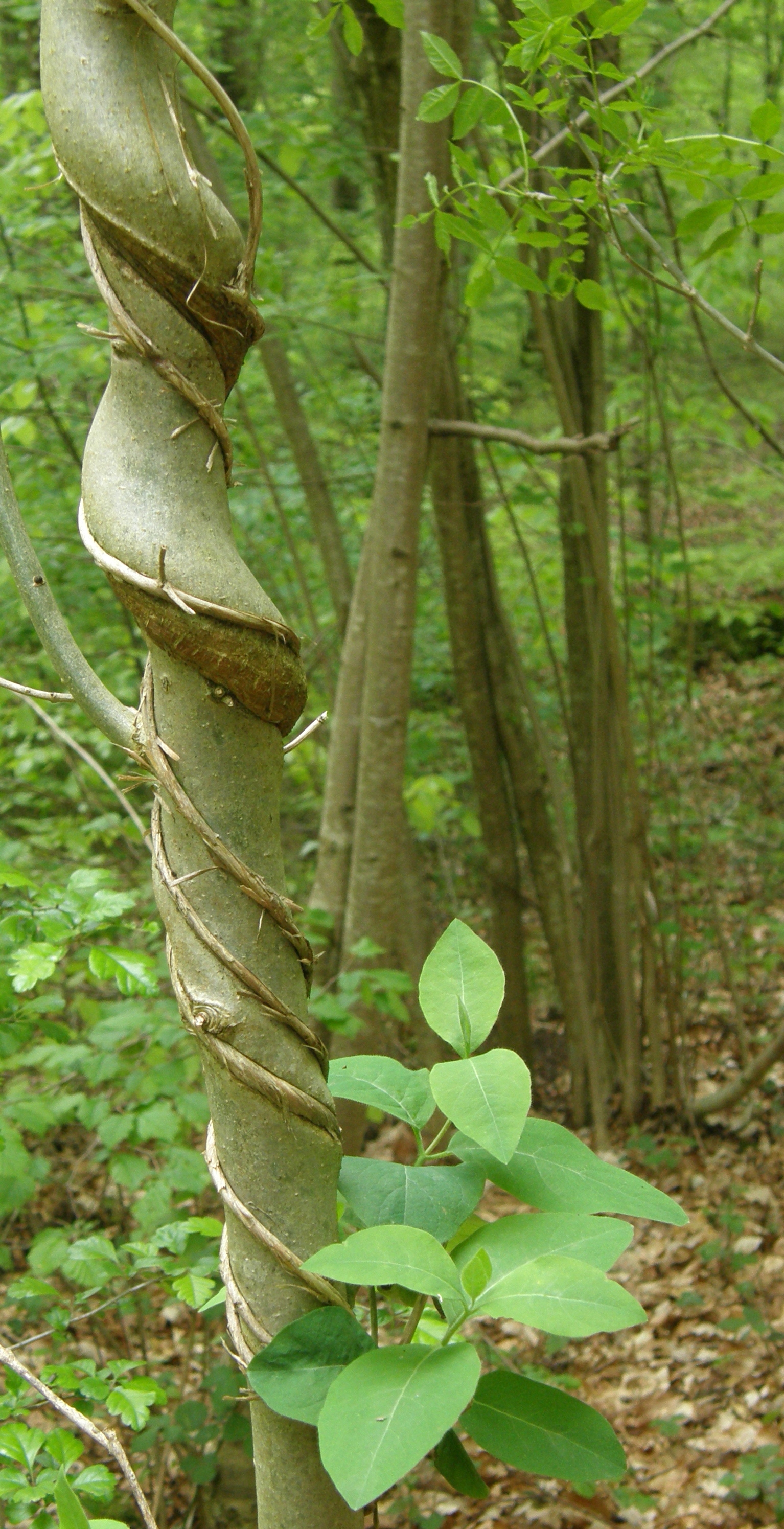
Lisière d'un bois de hêtres dans le nord de la Meuse (France). La liane de chèvrefeuille a progressivement imposé au tronc de ce jeune frêne une croissance « en hélice ».

« J’ai observé une tumeur qui s’élevait en spirale autour d’un coudrier âgé de neuf ans. Cette tumeur avait été causée par un chèvrefeuille qui s’était étendu aussi en spirale autour du coudrier, dans le temps où cet arbre n’avait que quatre ans. Le chèvrefeuille et le coudrier ainsi unis l’un à l’autre, ayant pris de l’accroissement pendant cinq ans, il s’éleva sur le coudrier une tumeur qui s’étendait en spirale au-dessus du chèvrefeuille, et qui suivait les contours de ce ligament. La tumeur venait de ce que le cours de la sève descendante du coudrier avait été arrêté dans les endroits où il était serré par le chèvrefeuille, dont la sève avait aussi été supprimée par le contact du coudrier ; car cet arbre n’avait que quatre couches annuelles aux endroits du contact, comme elles y étaient lorsque le chèvrefeuille s’y était joint, et le chèvrefeuille n’avait qu’une couche annuelle aux endroits qui s’étaient appliqués contre le coudrier lorsqu’il l’avait entouré. »

— Daubenton, « Observations sur l’organisation des tumeurs, des excroissances, des broussins et des loupes du tronc et des branches des arbres », Mémoires d’agriculture (trimestre de printemps 1786) – pp. 65-66